# Sóc bay khổng lồ Ấn Độ
Sóc bay khổng lồ Ấn Độ, tên khoa học Petaurista philippensis tiếng Gujarat: ઉડતી ખિસકોલી), là một loài động vật có vú trong họ Sóc, bộ Gặm nhấm. Loài này được Elliot mô tả năm 1839. Chúng được tìm thấy ở Ấn Độ, Đài Loan, Indonesia, Myanmar, Sri Lanka, Thái Lan và Trung Quốc.

## Hình ảnh

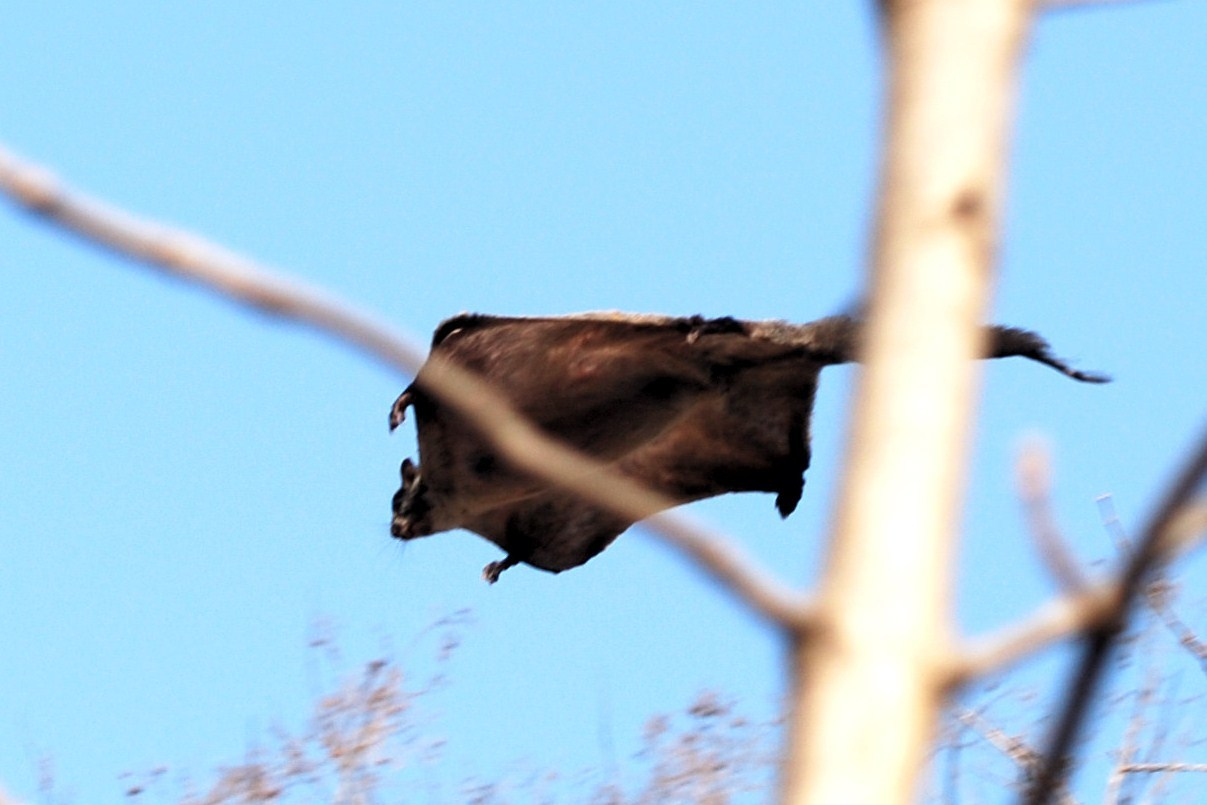
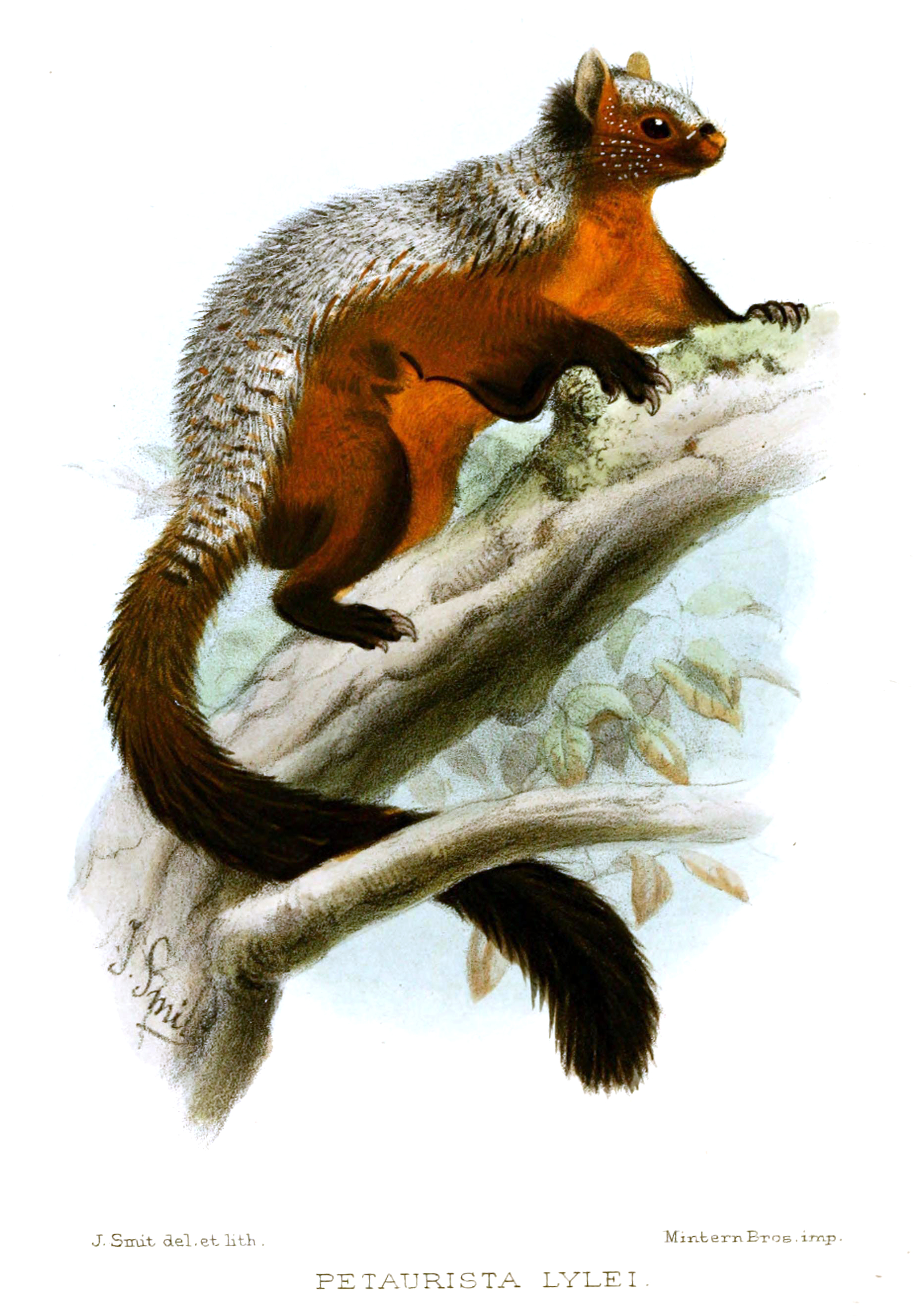